# Europarlamentari della Svezia della VIII legislatura
Gli europarlamentari della Svezia della VIII legislatura, eletti in occasione delle elezioni europee del 2014, sono stati i seguenti.

## Composizione storica
| Europarlamentare         | Lista                                              | Gruppo    |
| ------------------------ | -------------------------------------------------- | --------- |
| Lars Adaktusson          | Democratici Cristiani                              | PPE       |
| Max Andersson            | Partito Ambientalista i Verdi                      | Verdi/ALE |
| Malin Björk              | Partito della Sinistra                             | GUE/NGL   |
| Anna Maria Corazza Bildt | Partito Moderato                                   | PPE       |
| Peter Eriksson           | Partito Ambientalista i Verdi                      | Verdi/ALE |
| Fredrick Federley        | Partito di Centro                                  | ALDE      |
| Christofer Fjellner      | Partito Moderato                                   | PPE       |
| Jytte Guteland           | Partito Socialdemocratico dei Lavoratori di Svezia | S&D       |
| Anna Hedh                | Partito Socialdemocratico dei Lavoratori di Svezia | S&D       |
| Gunnar Hökmark           | Partito Moderato                                   | PPE       |
| Isabella Lövin           | Partito Ambientalista i Verdi                      | Verdi/ALE |
| Olle Ludvigsson          | Partito Socialdemocratico dei Lavoratori di Svezia | S&D       |
| Peter Lundgren           | Democratici Svedesi                                | EFDD      |
| Jens Nilsson             | Partito Socialdemocratico dei Lavoratori di Svezia | S&D       |
| Marit Paulsen            | Partito Popolare Liberale                          | ALDE      |
| Soraya Post              | Iniziativa Femminista                              | S&D       |
| Marita Ulvskog           | Partito Socialdemocratico dei Lavoratori di Svezia | S&D       |
| Bodil Valero             | Partito Ambientalista i Verdi                      | Verdi/ALE |
| Cecilia Wikström         | Partito Popolare Liberale                          | ALDE      |
| Kristina Winberg         | Democratici Svedesi                                | EFDD      |

## Modifiche intervenute

### Partito Socialdemocratico dei Lavoratori di Svezia
- In data 04.04.2018 a Jens Nilsson subentra Aleksander Gabelic.

### Partito Ambientalista i Verdi
- In data 08.10.2014 a Isabella Lövin subentra Linnéa Engström.
- In data 07.06.2016 a Peter Eriksson subentra Jakop Dalunde.

### Partito Popolare Liberale
- In data 30.09.2015 a Marit Paulsen subentra Jasenko Selimovic.

### Democratici Cristiani
- In data 03.10.2018 a Lars Adaktusson subentra Anders Sellström.